# Tractatus Coislinianus
El Tractatus Coislinianus es un manuscrito que esboza una teoría de la comedia en la tradición de la Poética de Aristóteles. El Tractatus afirma que la comedia provoca la risa y el placer, por lo tanto, depuración de las emociones (catarsis), en forma paralela a la descripción de la tragedia en la Poética. Se procede a describir los dispositivos utilizados y la forma en que debe suscitarse la catarsis.
El manuscrito se encuentra actualmente en París, en la Bibliothèque Nationale; Es llamado "Coislinianus 120." El manuscrito del siglo X se encontraba en el Gran Monasterio de Lavra en el Monte Athos. En 1643, Atanasio H-Rhetor lo envió desde Chipre a Seguier de Coislin. El clasicista J. A. Cramer, leyendo a través de la colección de Charles Henri du Cambout de Coislin, quedó impresionado por el contenido, pensando que era el trabajo de un comentarista de Aristóteles en la teoría de la comedia, y lo publicó en 1839. Esta creencia no fue olvidada, sino que ha cobrado fuerza en el siglo XX; Richard Janko ha argumentado que se trata de las notas o bocetos de la segunda parte que se perdió de la Poética. Nesselrath, por su parte, argumenta que se trata de un trabajo posterior, tal vez por Teofrasto.